# Малая Кардашинка
Малая Кардашинка (укр. Мала Кардашинка) — село в Голопристанской городской общине Скадовского района Херсонской области Украины. В 2022 году, во время вторжения России на Украину, село было захвачено. На данный момент находится под оккупацией ВС РФ.
Население по переписи 2001 года составляло 1049 человек. Почтовый индекс — 75612. Телефонный код — 5539. Код КОАТУУ — 6522381004.

## Местный совет
75610, Херсонская обл., Голопристанский р-н, с. Великая Кардашинка, ул. Мира, 15

## Известные уроженцы
Чёрный, Григорий Иванович (1921—1979) — полный кавалер ордена Славы.